# Gabriel de Bessonies
Marie Joseph Louis Gabriel de Bessonies nacido el 27 de abril de 1859 en Melun (Seine et Marne) y fallecido en 1913 fue un clérigo y escritor católico y militante antimasónico francés bajo el seudónimo de Gabriel Soulacroix.

## Biografía
También es conocido por su acción durante el escándalo del fichero masónico. 